# هاري أونيل (لاعب كرة قاعدة)
هاري أونيل (بالإنجليزية: Harry O'Neill)‏ هو لاعب كرة قاعدة أمريكي، ولد في 8 مايو 1917 في فيلادلفيا في الولايات المتحدة، وتوفي في 6 مارس 1945 في آيوو جيما في اليابان.

## وصلات خارجية
- هاري أونيل (لاعب كرة قاعدة) على موقعبيزبول رفرنس.كوم (الدوري الرئيسي) (الإنجليزية)
- هاري أونيل (لاعب كرة قاعدة) على موقعبيزبول رفرنس.كوم (الدوري الثانوي) (الإنجليزية)